# Кандиота
Кандиота (порт. Candiota) — муниципалитет в Бразилии, входит в штат Риу-Гранди-ду-Сул. Составная часть мезорегиона Юго-восток штата Риу-Гранди-ду-Сул. Входит в экономико-статистический микрорегион Серрас-ди-Судести. Население составляет 9877 человек на 2006 год. Занимает площадь 933,843 км². Плотность населения — 10,6 чел./км².

## История
Город основан 24 марта 1992 года.

## Статистика
- Валовой внутренний продукт на 2003 составляет 172 900 547,00 реалов (данные: Бразильский институт географии и статистики).
- Валовой внутренний продукт на душу населения на 2003 составляет 19 113,48 реала (данные: Бразильский институт географии и статистики).
- Индекс развития человеческого потенциала на 2000 составляет 0,818 (данные: Программа развития ООН).

## География
Климат местности: субтропический. В соответствии с классификацией Кёппена, климат относится к категории Cfa.